# The Rocky Horror Show
The Rocky Horror Show é uma obra de teatro musical britânica com composição e enredo de Richard O'Brien. Realizado em tom de homenagem bem humorada aos filmes de série B de ficção científica e de terror do final da década de 1940 até ao início da década de 1970, conta a história de um casal recém-noivado que, ao se deparar com uma tempestade, busca refúgio na casa de um cientista maluco travesti no dia da revelação da sua nova criação: um ser ao estilo de Frankenstein mas musculoso, artificialmente fabricado, totalmente crescido e fisicamente perfeito, chamado Rocky Horror.
Produzido e dirigido inicialmente por Jim Sharman, a peça estreou em Londres, no Royal Court Theatre, a 19 de junho de 1973 (após 2 apresentações de ante-estreia, realizadas a 16 e 18 de junho de 1973) antes de se mover para vários outros locais da capital britânica e terminar a digressão em 13 de setembro de 1980, com um total de 2.960 apresentações, sendo presenteada com o Evening Standard Theatre Award de Melhor Musical de 1973 e classificada em oitavo lugar, pela Rádio BBC 2, na sondagem sobre "Musicais Essenciais da Nação".
Em 1974, teve uma temporada bem-sucedida de nove meses em Los Angeles, nos Estados Unidos. Um ano depois, a sua estreia na Broadway, no Teatro Belasco, durou apenas 45 apresentações, tendo no entanto recebido uma nomeação ao Tony e três ao Drama Desk.

## História

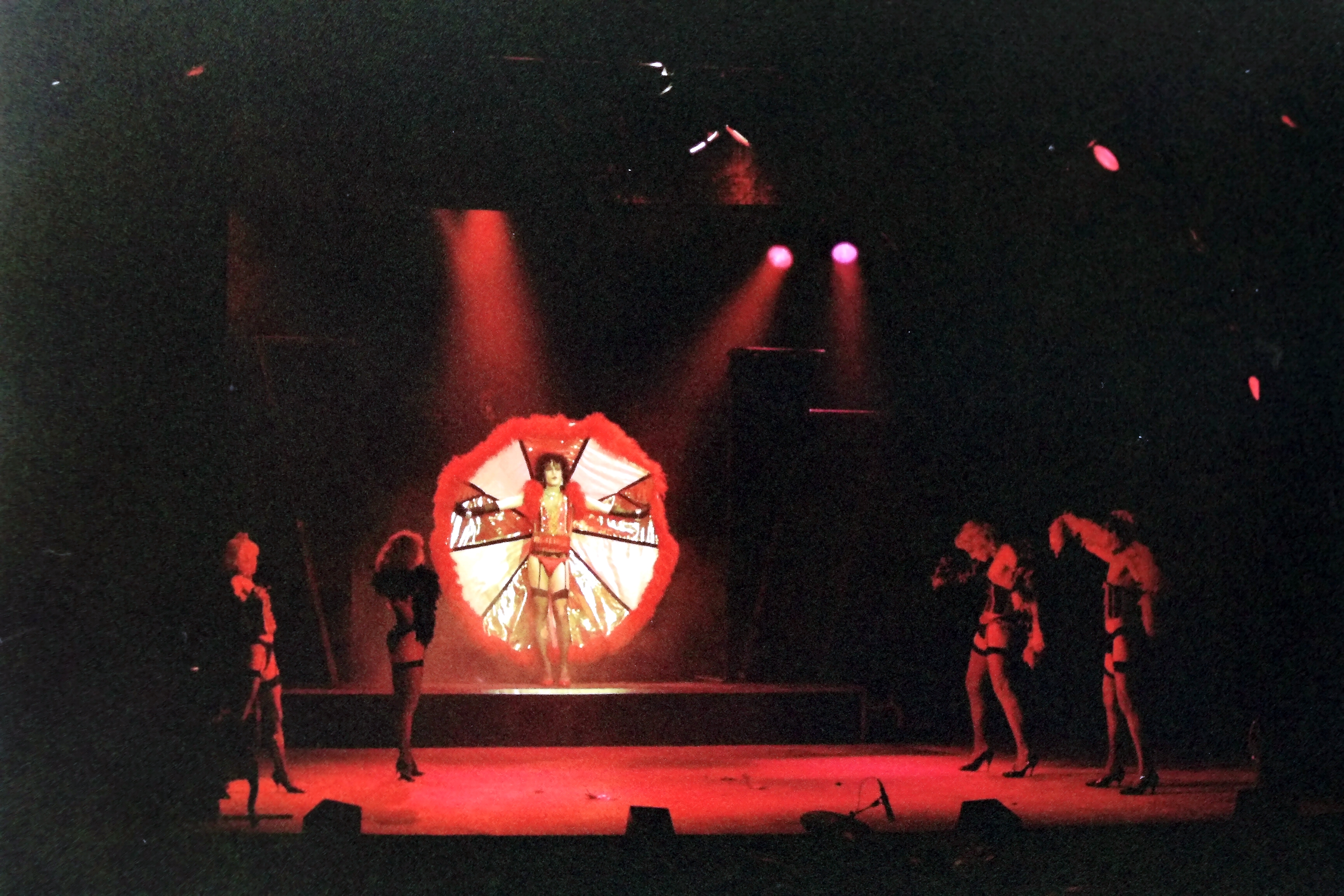
Cena da peça

Como um ator desempregado em Londres no início dos anos 1970, Richard O'Brien escreveu The Rocky Horror Show para se manter ocupado nas noites de inverno. Desde jovem, havia desenvolvido uma paixão por ficção científica e filmes de terror, chamados de série B, e desejava combinar elementos do humor involuntário desses filmes, diálogos pomposos do terror trash, filmes musculosos de Steve Reeves e o rock and roll dos anos 1950 na sua obra.
Apesar de um dos temas centrais ao longo de todo o musical ser o travestismo, segundo Richard O'Brien, esse não era suposto ser tão proeminente quanto acabou sendo, tendo inicialmente concebido e escrito como pano de fundo para a peça a era do glam rock, que se manifestava fortemente na cultura popular britânica, no início dos anos 1970, e se afirmava com uma estética andrógena ou ainda com quebra de tabus, questionando preconceitos e definições de identidade e imagem associadas ao papel de géneros. Posteriormente o autor afirmou: “o glam rock permitiu-me ser mais eu mesmo".

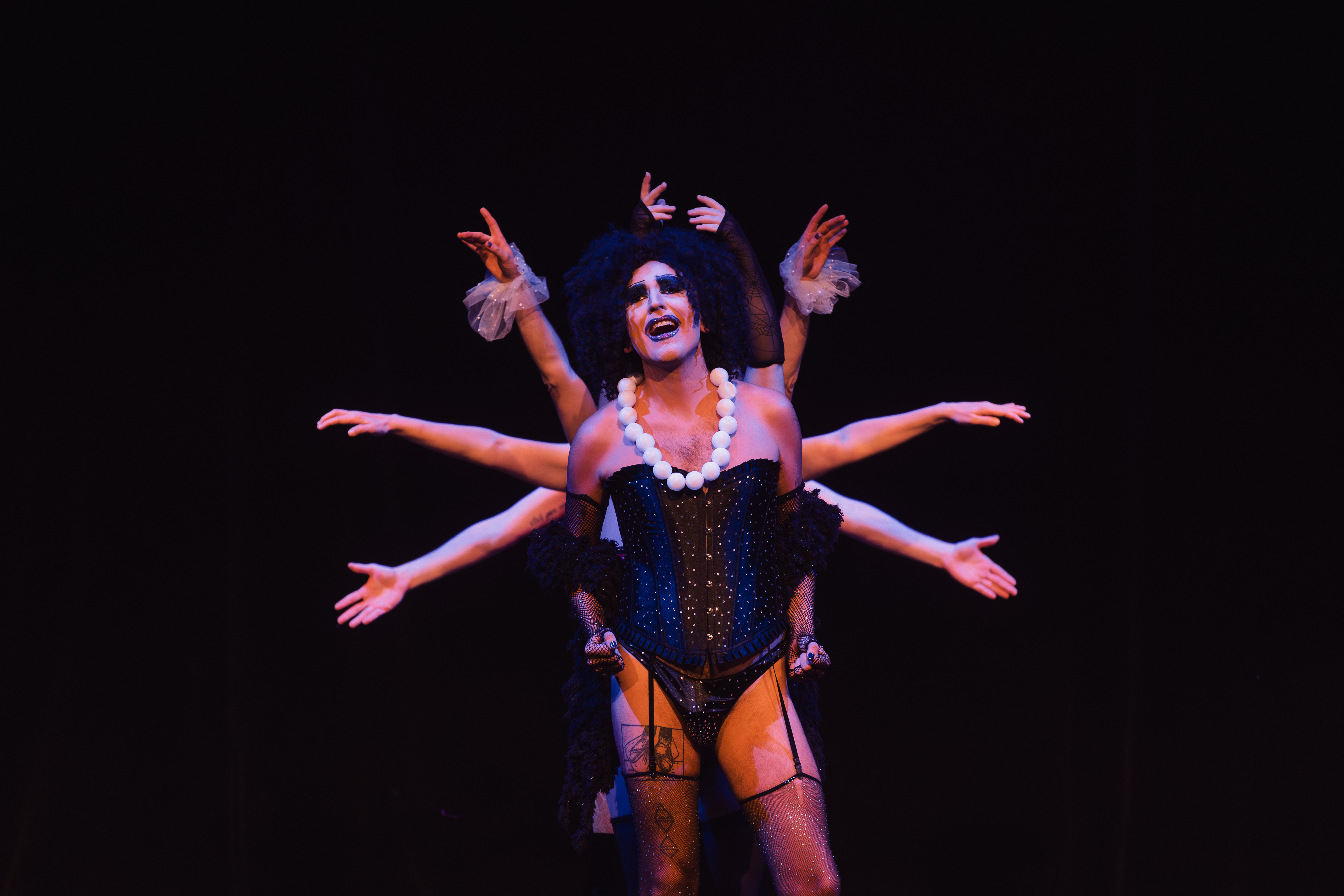
Cena da peça

Ainda com a peça por terminar, Richard O'Brien levou um trecho de The Rocky Horror Show ao diretor Jim Sharman, que havia ganho destaque local como diretor das produções australianas originais de Hair e Jesus Christ Superstar, tendo este decidido encená-lo no pequeno espaço experimental voltado para peças novas, chamado Upstairs, no Royal Court Theatre, em Sloane Square, Chelsea, Londres. Para a produção, Sharman trouxe os seus compatriotas Nell Campbell e Brian Thomson.
O ator Tim Curry, que também integrou o elenco da versão filmográfica de The Rocky Horror Picture Show (1975), relembrou seu primeiro contato com o roteiro:
| “ | Eu tinha ouvido falar da peça porque morava na Paddington Street, perto da Baker Street, e havia uma antiga academia a poucas portas de casa. Vi o Richard O'Brien na rua, e ele disse que tinha acabado de ir até a academia ver se conseguia encontrar um "homem musculoso que soubesse cantar". Eu perguntei: "Por que ele precisa saber cantar?" [risos] E ele me contou que o musical dele ia ser montado e que eu deveria conversar com o Jim Sharman. Ele me deu o roteiro, e eu pensei: "Cara, se isso funcionar, vai ser um sucesso absoluto." | ” |

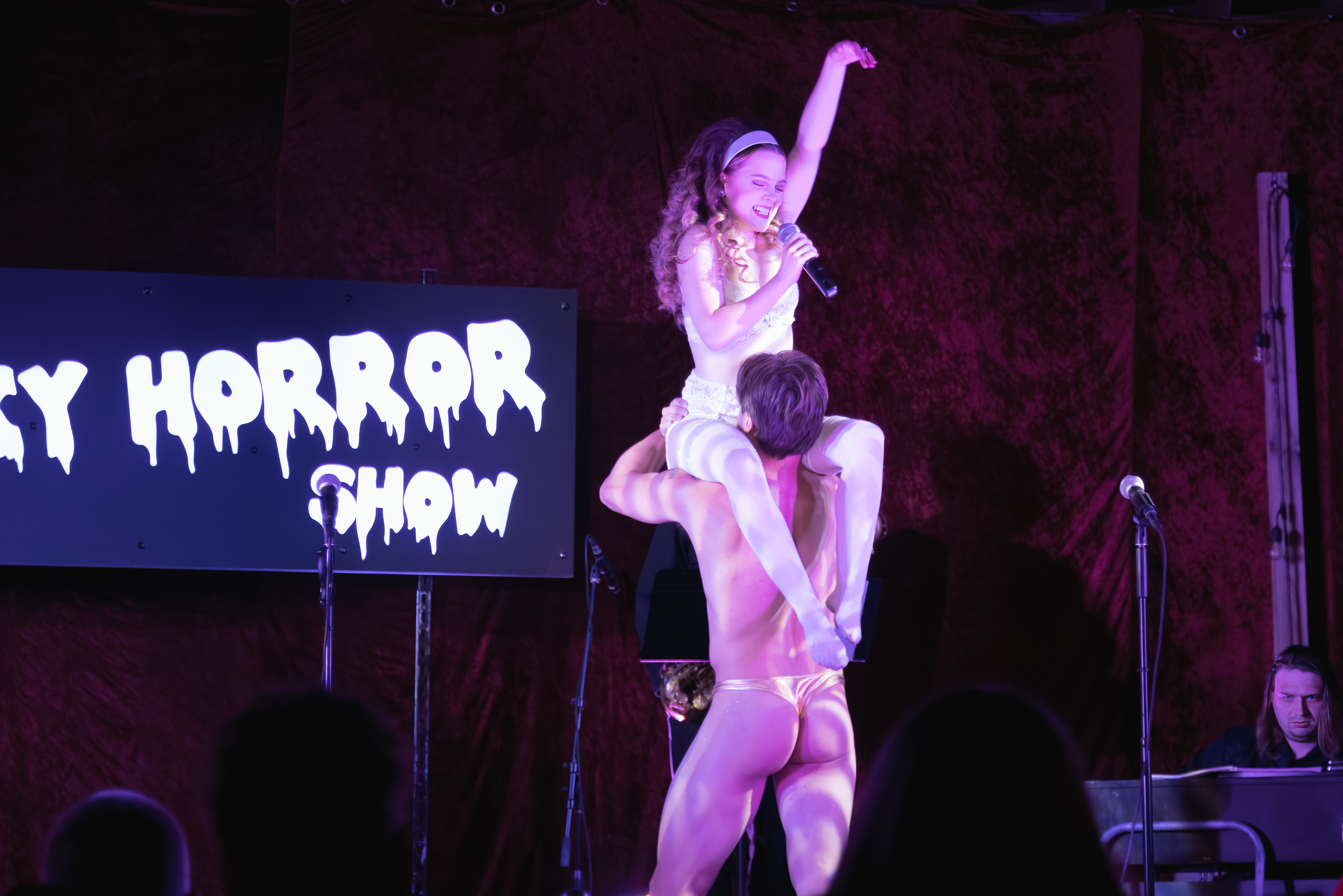
Cena da peça

A equipa criativa original foi então completada com a figurinista Sue Blane e o diretor musical Richard Hartley, embora mais tarde Pete Moss tenha assumido a direção musical. Michael White também foi trazido para produzir The Rocky Horror Show. Durante os ensaios, o título provisório do musical era They Came from Denton High ("Eles Vieram do Colégio Denton"), mas foi alterado pouco antes das pré-estreias, por sugestão de Jim Sharman, para The Rocky Horror Show.
Após duas ante-estreias, o espetáculo estreou — sem intervalo — no Theatre Upstairs, composto por 63 lugares, do Royal Court Theatre, no dia 19 de junho de 1973, e ficou em cartaz até 20 de julho de 1973.
O elenco original incluía Tim Curry, que decidiu que o personagem Dr. Frank-N-Furter não deveria ser apenas uma "queen", mas deveria falar como a própria Rainha do Reino Unido — com um inglês exageradamente aristocrático. Também integravam o elenco Patricia Quinn, Nell Campbell (creditada como Little Nell), Julie Covington, Christopher Malcolm (que mais tarde lideraria a retomada e as turnês nos anos 1990) e Richard O'Brien, todos atuando em um estilo completamente camp (exagerado e teatral). Foi um triunfo criativo e um sucesso tanto de crítica quanto de público.

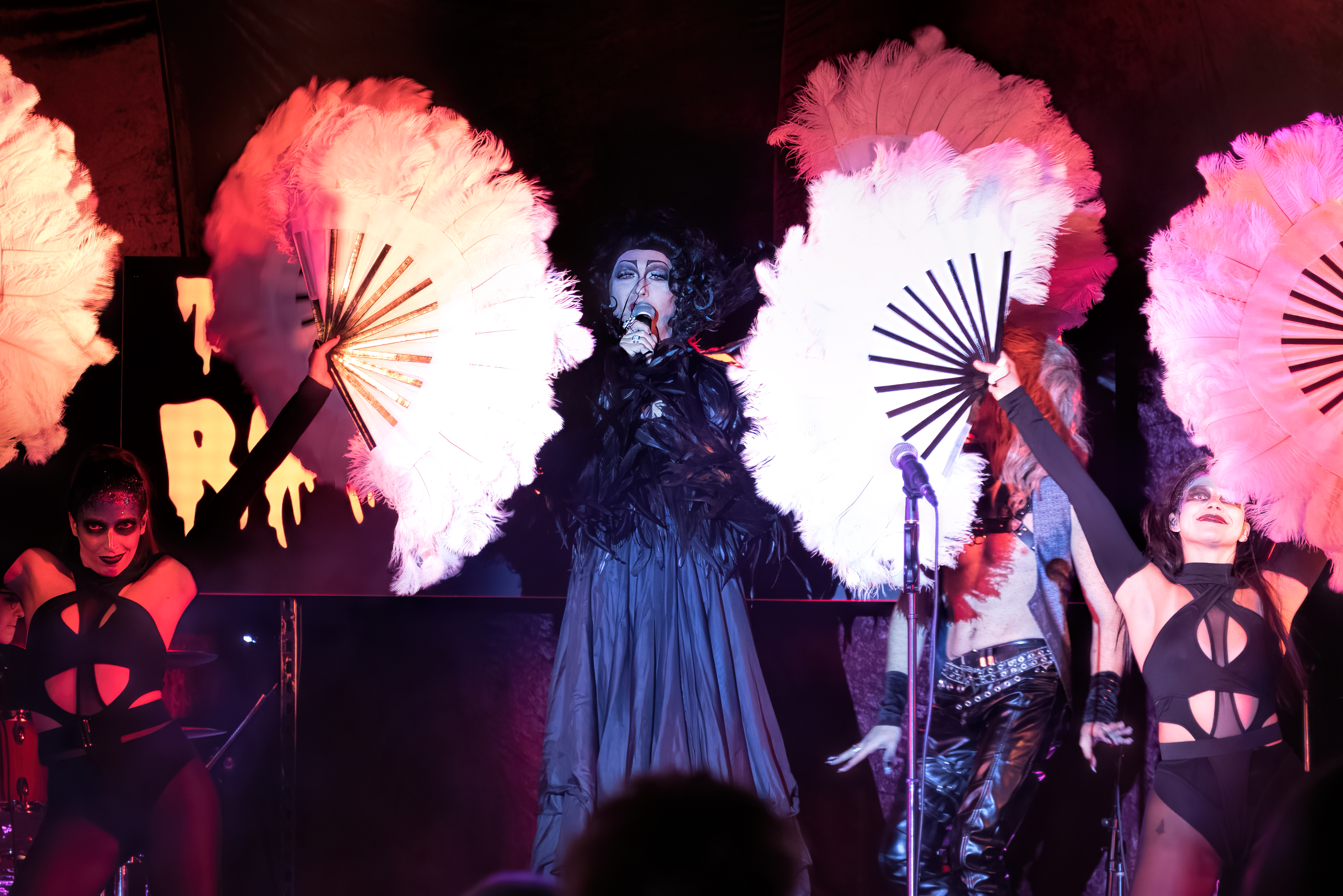
Cena da peça

Um crítico do The Guardian, presente na estreia, escreveu que o espetáculo "consegue a rara façanha de ser espirituoso e erótico ao mesmo tempo", e que Tim Curry entrega uma performance "extravagantemente bowiesca como o doutor ambissexual". O produtor musical Jonathan King assistiu ao espetáculo na segunda noite e assinou com o elenco para gravar a trilha original ao longo de um fim de semana — The Rocky Horror Show Original London Cast — que foi lançada rapidamente pelo selo UK Records. King também participou ativamente da promoção inicial do espetáculo, além de ser um dos financiadores minoritários, enquanto Michael White detinha a maior parte das ações.
O impacto da montagem no Royal Court Upstairs permitiu que a produção fosse transferida para o Chelsea Classic Cinema, com 230 lugares, nas proximidades da King's Road, onde ficou de 14 de agosto a 20 de outubro de 1973. Pouco depois, Rocky Horror encontrou uma espécie de casa permanente no King's Road Theatre, um antigo cinema com 500 lugares, ainda mais adiante na King's Road, a partir de 3 de novembro de 1973. O espetáculo continuou a receber elogios da crítica teatral londrina e venceu o Evening Standard Award de 1973 na categoria de Melhor Musical. Quando Richard O'Brien foi para a Broadway interpretar Riff Raff na produção original americana de Rocky Horror em 1975, Robert Longden assumiu o papel em Londres.

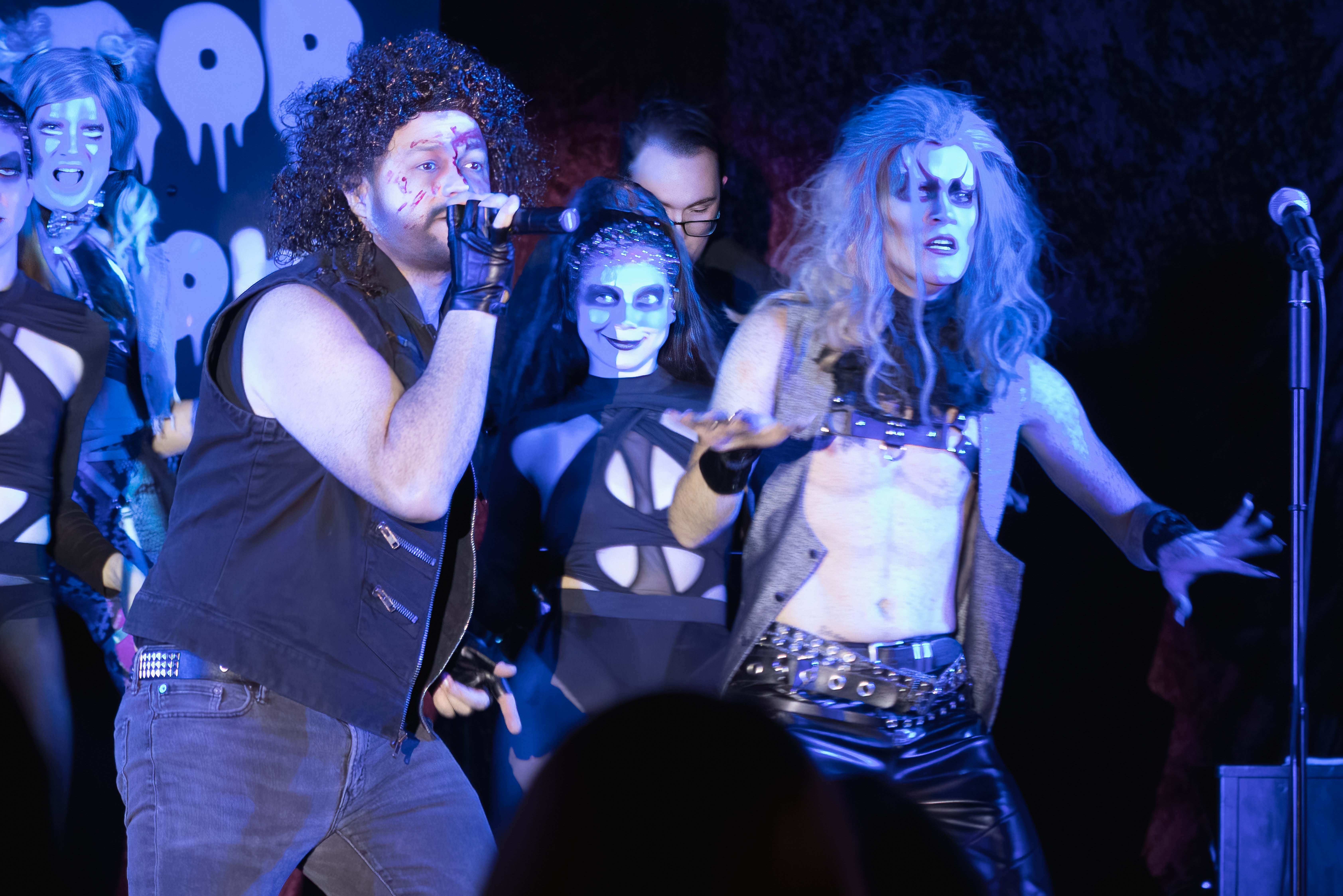
Cena da peça

A temporada no King's Road Theatre terminou em 31 de março de 1979. O espetáculo então foi transferido para o Comedy Theatre (atualmente Harold Pinter Theatre), no West End, iniciando apresentações em 6 de abril de 1979. No novo local, Rocky Horror precisou ser parcialmente remontado, pois o Comedy Theatre possuía um palco com arco de proscênio tradicional — algo inédito para a peça até então. Pela primeira vez, o musical também passou a ser dividido em dois atos com intervalo. Sua temporada terminou ali em 13 de setembro de 1980, em sua 2.960ª apresentação em Londres.

## No Brasil
No Brasil, o musical foi adaptado pelo compositor e cantor Zé Rodrix e estreou no Teatro da Praia no Rio de Janeiro em 1975, dirigido por Rubens Corrêa. A montagem contou com a participação dos atores Eduardo Conde como Frank N' Furter, Wolf Maya como Brad Majors, Lucélia Santos como a Baleira e Tom Zé como Riff Raff. Em 1994 o musical voltou ao Brasil no Teatro do Leblon, dirigido por Jorge Fernando e estrelando Cláudia Ohana como Janet Weiss, Marcello Novaes como Rocky e Tuca Andrada como Frank N' Furter. Nesta versão do musical, o público brasileiro se envolveu com a peça tanto como ocorre em outros países, de modo que o diretor manteve no Brasil a tradição da "Sessão Maldita" todas as sextas-feiras à meia-noite, onde o público ia vestido de alguns dos personagens. A montagem mais recente do musical no Brasil estreou em 2016 no Teatro Porto Seguro em São Paulo, sob direção de Charles Möeller e Claudio Botelho. Marcelo Médici interpretou Frank N' Furter, um dos papéis mais desejados do ator em toda sua carreira. Fizeram parte do musical Felipe De Carolis (Verdades Secretas) como Brad Majors, Jana Amorim como Columbia, e Gottsha como Baleira/Magenta. Apesar de não haver sessões à meia-noite, a montagem de Möeller e Botelho seguiu a tradição e os fãs apareceram fantasiados em todas as sessões do espetáculo, sendo chamados ao palco no fim da peça para dançar a versão brasileira da música "Time Warp". Em 2017 a montagem ganhou uma segunda temporada em São Paulo.[carece de fontes?]

## Cinema
O musical foi adaptado ao cinema em 1975 no filme The Rocky Horror Picture Show, estrelando o autor Richard O'Brien como Riff Raff e Tim Curry como o protagonista Frank N' Furter. O remake produzido pela Fox e dirigido por Kenny Ortega (High School Musical) estreou em 2016, estrelando Laverne Cox como Frank N' Furter. Tim Curry fez uma participação especial interpretando o Narrador.[carece de fontes?]

## Música
| Theatre Upstairs at The Royal Court - "Science Fiction/Double Feature" - "Dammit, Janet!" - "Over at the Frankenstein Place" - "Sweet Transvestite" - "The Time Warp" - "The Sword of Damocles" - "I Can Make You a Man" - "What Ever Happened to Saturday Night?" - "Touch-a, Touch-a, Touch-a, Touch Me" - "Once in a While" - "Eddie's Teddy" - "Planet, Schmanet, Janet" - "Rose Tint My World/Don't Dream It, Be It/Wild and Untamed Thing" - "I'm Going Home" - "Superheroes" - "Science Fiction/Double Feature (Reprise)" No Classic Cinema e no King's Road Theatre (anteriormente conhecido como Essoldo Cinema), as seguintes músicas foram adicionadas ao espetáculo: "I Can Make You a Man", Reprise de "I Can Make You a Man", "Eddie's Teddy"./sub> | Broadway - "Science Fiction" - Trixie - "Damn-it Janet" - Brad and Janet - "Over at the Frankenstein Place" - Janet, Brad, and Riff Raff - "Sweet Transvestite" - Frank and Company - "Time Warp" - Magenta, Columbia, Riff-Raff, and the Narrator - "The Sword of Damocles" - Rocky - "I can make you a Man" - Frank - "Hot Patootie" - Eddie - "I can make you a Man (Reprise)" - Frank - "Eddie's Teddy" - Dr. Scott, Columbia, and Company - "Once in a While" - Brad - "Planet Schmanet Janet" - Frank - "Rose Tint My World" - Frank and Company - "Superheroes" - Company - "Science Fiction (Reprise)" - Trixie - "Sweet Transvestite (Reprise)" - Company - "Time Warp (Reprise)" - Company |

## Elenco
| Papel                     | Londres (1973)                   | Roxy, Los Angeles (1974) | Broadway (1975) | West End Revival / Tour Reino Unido (1990–1991) | Los Angeles (1999)     | Broadway Revival (2000) | 35° Aniversário (2010)      | 40° Aniversário (2015)                                                          | 50° Aniversário Londres (2023) | 50° Aniversário Austrália (2023)                           | West End Revival/UK Tour (2024-2026)   |
| ------------------------- | -------------------------------- | ------------------------ | --------------- | ----------------------------------------------- | ---------------------- | ----------------------- | --------------------------- | ------------------------------------------------------------------------------- | ------------------------------ | ---------------------------------------------------------- | -------------------------------------- |
| Frank-N-Furter            | Tim Curry                        | Tim Curry                | Tim Curry       | Tim McInnerny Anthony Head                      | David Arquette         | Tom Hewitt              | Julian McMahon              | David Bedella                                                                   | Stephen Webb                   | Jason Donovan David Bedella                                | Jason Donovan Stephen Webb Adam Strong |
| Janet Weiss               | Julie Covington Belinda Sinclair | Abigale Haness           | Abigale Haness  | Gina Bellman                                    | Lacey Kohl             | Alice Ripley            | Lea Michele                 | Haley Flaherty                                                                  | Haley Flaherty                 | Deirdre Khoo                                               | Lauren Chia                            |
| Brad Majors               | Christopher Malcolm              | Bill Miller              | Bill Miller     | Adrian Edmondson Craig Ferguson                 | Timothy A. Fitz-Gerald | Jarrod Emick            | Matthew Morrison            | Ben Forster                                                                     | Richard Meek                   | Ethan Jones                                                | Connor Carson                          |
| Riff Raff                 | Richard O'Brien                  | Bruce Scott              | Richard O'Brien | Edward Tudor-Pole                               | Donnie Kehr            | Raúl Esparza            | Lucas Grabeel               | Kristian Lavercombe                                                             | Kristian Lavercombe            | Henry Rollo                                                | Job Greuter                            |
| Magenta                   | Patricia Quinn                   | Jamie Donnelly           | Jamie Donnelly  | Kate O’Sullivan Mary Maddox                     | Kirsten Benton         | Daphne Rubin-Vega       | Evan Rachel Wood            | Jayde Westaby                                                                   | Suzie McAdam                   | Stellar Perry                                              | Natasha Hoeberigs                      |
| Usherette                 | Patricia Quinn                   | Jamie Donnelly           | Jamie Donnelly  | Kate O’Sullivan Mary Maddox                     |                        | Daphne Rubin-Vega       | Nicole Scherzinger          | Jayde Westaby                                                                   | Suzie McAdam                   | Stellar Perry                                              | Natasha Hoeberigs                      |
| Columbia                  | Nell Campbell                    | Boni Enten               | Boni Enten      | Linda Davidson                                  | Hynden Walch           | Joan Jett               | Melora Hardin               | Sophie Linder-Lee                                                               | Darcy Finden                   | Darcey Eagle                                               | Jayme-Lee Zanoncelli                   |
| Rocky Horror              | Rayner Bourton                   | Kim Milford              | Kim Milford     | Adam Caine                                      | James Carpinello       | Sebastian LaCause       | Mike Breman                 | Dominic Andersen                                                                | Ben Westhead                   | Loredo Malcolm                                             | Morgan Jackson                         |
| Eddie                     | Paddy O'Hagan                    | Meat Loaf                | Meat Loaf       | Gordon Kennedy Ivan Kaye                        | Bob Simon              | Lea DeLaria             | Jorge Garcia                | Richard Meek                                                                    | Joe Allen                      | Ellis Dolan                                                | Edward Bullingham                      |
| Dr Everett V. Scott       | Paddy O'Hagan                    | Meat Loaf                | Meat Loaf       | Gordon Kennedy Ivan Kaye                        | Eric Levity            | Lea DeLaria             | George Lopez                | Richard Meek                                                                    | Joe Allen                      | Ellis Dolan                                                | Edward Bullingham                      |
| Criminologista (Narrador) | Jonathan Adams                   | Graham Jarvis            | Graham Jarvis   | Jonathan Adams                                  | Paxton Whitehead       | Dick Cavett             | Jack Nicholson Danny DeVito | Emma Bunton Ade Edmondson Stephen Fry Anthony Head Mel Giedroyc Richard O'Brien | Phillips Franks Jackie Clune   | Myf Warhurst Richard O'Brien Nicholas Hammond Joel Creasey | Mawaan Rizwan Nathan Caton             |

### Substituições Notáveis no West End Original
- Frank-N-Furter: Philip Sayer, Ziggy Byfield, Peter Blake, Daniel Abineri
- Brad Majors: James Warwick, Hayward Morse, Steve Devereux
- Janet Weiss: Susie Blake, Tracey Ullman
- Magenta: Angela Bruce, Leueen Willoughby, Leni Harper
- Riff-Raff: Robert Longden
- Rocky Horror: Miles Fothergill, Jeremy Gittins, Gary Martin
- Eddie/Dr.Scott: Gary Olsen
- Narrator: Terence Bayler, Tom Chatto, Nicholas Parsons[23][24]

### Substituições Notáveis na tour no Reino Unido
- Frank-N-Furter: Duncan James (2018–19) [25]
- Brad Majors: Ore Oduba (2022) [26]
- Janet Weiss: Joanne Clifton (2018) [25]
- Narrator: Steve Punt (2015, 2016),[27] Norman Pace (2016)[28] Joe McFadden (2023) [29]

### Substituições Notáveis no Roxy Theatre
- Frank-N-Furter: Paul Jabara
- Janet Weiss: Beverly Bremers
- Riff-Raff: Bart Braverman

### Substituições Notáveis no revival da Broadway
- Frank-N-Furter: Terrence Mann
- Brad Majors: Luke Perry
- Riff-Raff: Sebastian Bach
- Columbia: Liz Larsen, Ana Gasteyer
- Narrator: Penn & Teller, Jerry Springer, Sally Jessy Raphael, Cindy Adams, Dave Holmes, Gilbert Gottfried, Robin Leach, Kate Clinton

## Registro de Elencos
- 1973 - Londrino
- 1974 - Roxy (estrelando Tim Curry)
- 1974 - Australiano (estrelando Reg Livermore)
- 1975 - Brasileiro (estrelando Alfonso Nadal)
- 1975 - Film Soundtrack
- 1976 - Mexicano (estrelando Gonzalo Vega)
- 1977 - Norueguês (estrelando Knut Husebø)
- 1978 - Neozelandês (estrelando Gary Glitter)
- 1980 - Alemão
- 1981 - Australiano (estrelando Daniel Abineri)
- 1990 - Londrino ("The Whole Gory Story") (estrelando Tim McInnerny)
- 1991 - Islandês
- 1992 - Australiano (estrelando Craig McLachlan)
- 1994 - Alemão
- 1995 - Neozelandês
- 1995 - Finlandês (estrelando Mika Honkanen)
- 1995 - Islandês
- 1995 - Alemão
- 1995 - Studio (com Christopher Lee como Criminologista e Brian May como Eddie)
- 1996 - Dinamarquês (estrelando Kim Leprévost)
- 1996–97 - Tour Europeia (estrelando Bob Simon)
- 1997 - Alemão
- 1998 - Londrino
- 1998 - Sul-Africano
- 2001 - Broadway (com Lea DeLaria como Eddie/Dr. Scott)
- 2001 - Coreano
- 2001 - Peruano
- 2002 - Filipino
- 2004 - Tribute Soundtrack (com a The West End Orchestra & Singers)
- 2005 - Vancouver
- 2007 - Panamenho
- 2009 - Mexicano
- 2010 - Islandês
- 2010 - Glee Tribute Soundtrack
- 2011 - Polonês
- 2011 - Japonês
- 2014 - Australiano (estrelando Jason Donovan)
- 2014 - Theatreland Chorus
- 2016 - Film Soundtrack
- 2018 - Islandês (estrelando Páll Óskar)

## Prêmios e indicações
A produção original de The Rocky Horror Show em Londres venceu o prêmio de Melhor Musical de 1973 no Evening Standard Awards, entregue em janeiro de 1974. Além disso, tanto a produção original da Broadway quanto a revival de 2000 do musical receberam diversas indicações a prêmios importantes, incluindo: Tony Awards e Drama Desk Awards.

### Produção Original em Londres
| Year | Award                  | Category       | Nominee        | Result |
| ---- | ---------------------- | -------------- | -------------- | ------ |
| 1973 | Evening Standard Award | Melhor Musical | Melhor Musical | Venceu |

### Produção Original na Broadway
| Year | Award            | Category                                    | Nominee                   | Result   |
| ---- | ---------------- | ------------------------------------------- | ------------------------- | -------- |
| 1975 | Tony Award       | Melhor Iluminação                           | Chip Monck                | Indicado |
| 1975 | Drama Desk Award | Ator Excepcional em um Musical              | Tim Curry                 | Indicado |
| 1975 | Drama Desk Award | Atriz Coadjuvante Excepcional em um Musical | Boni Enten                | Indicado |
| 1975 | Drama Desk Award | Experiência Teatral Única                   | Experiência Teatral Única | Indicado |

### 2001 Broadway revival
| Year | Award               | Category                                           | Nominee                           | Result   |
| ---- | ------------------- | -------------------------------------------------- | --------------------------------- | -------- |
| 2001 | Tony Award          | Melhor Revivida de um Musical                      | Melhor Revivida de um Musical     | Indicado |
| 2001 | Tony Award          | Melhor Atuação por um Ator Principal em um Musical | Tom Hewitt                        | Indicado |
| 2001 | Tony Award          | Melhor Direção de um Musical                       | Christopher Ashley                | Indicado |
| 2001 | Tony Award          | Melhor Figurino                                    | David C. Woolard                  | Indicado |
| 2001 | Drama Desk Award    | Revival Excepcional de um Musical                  | Revival Excepcional de um Musical | Indicado |
| 2001 | Drama Desk Award    | Ator Excepcional em um Musical                     | Tom Hewitt                        | Indicado |
| 2001 | Drama Desk Award    | Diretor Excepcional de um Musical                  | Christopher Ashley                | Indicado |
| 2001 | Drama Desk Award    | Coreografia Excepcional                            | Jerry Mitchell                    | Indicado |
| 2001 | Drama Desk Award    | Design de Cenário Excepcional de um Musical        | David Rockwell                    | Indicado |
| 2001 | Theatre World Award | Theatre World Award                                | Raúl Esparza                      | Venceu   |